# 무시위안역
무시위안역(중국어: 木樨园站)은 중국 베이징시 둥청구 융딩먼와이 가도 접경의 융딩먼 외대가·사쯔커우 중로 교차로에 위치한 베이징 지하철 8호선 지하철역으로, 2018년 12월 30일 8호선 3기 개통과 함께 개장되었다.

## 위치
무시위안역은 남3환 내에 무시위안교(木樨园桥) 북쪽에 위치하며, 융딩먼 외대가에서 남북방향으로 배치되어 있다.

## 역 구조

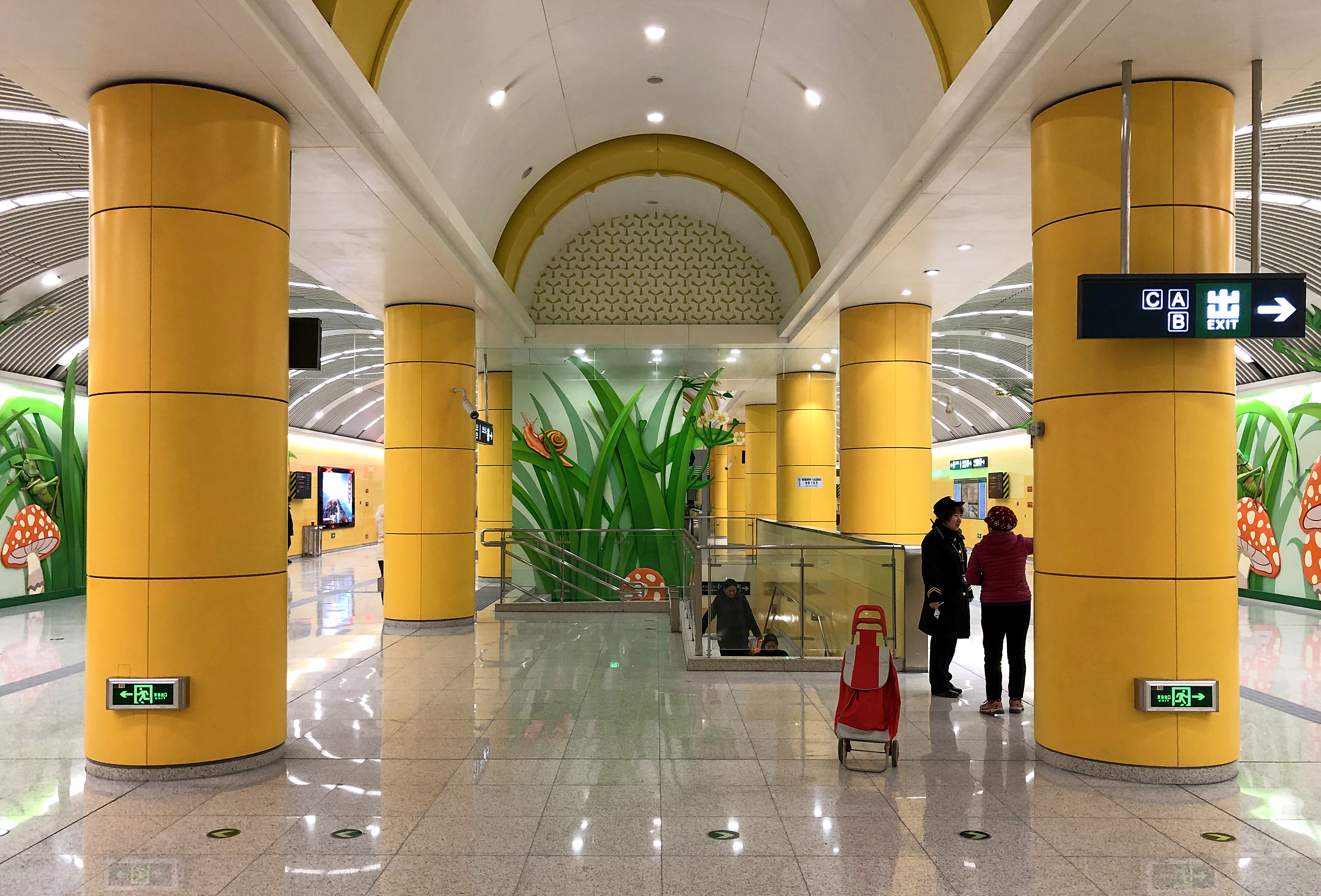
역 대합실 (2018년 12월)

무시위안역은 지하 섬식 승강장으로 이루어졌다. 역에는 총 4개의 출구가 있다.

### 층별 구조
| 지면층          | 가도                            | A-D출구                            |
| 지하 1층        | 대합실                          | 고객 센터, 자동매표기, 개집표기    |
| 지하 2층 승강장 | ←                               | ■ 8호선 주스커우 방면 (융딩먼와이) |
| 지하 2층 승강장 | 섬식 승강장, 왼쪽 출입문이 열림 |                                    |
| 지하 2층 승강장 | →                               | ■ 8호선 잉하이 방면 하이후툰)      |

### 예술작품
대합실과 계단 등에는 《樨园春色(서원의 봄빛)》이라는 공공예술이 설치되어 있으며, 식물과 곤충의 입체무늬로 장식되어 있다.

## 출구
|                         |                             |  |  |
| 출구                    | 출구 인근                   |  |  |
| 出口 · A · 2            | 융딩먼 외대가(永定门外大街) |  |  |
| 出口 · B · 1            | 융딩먼 외대가(永定门外大街) |  |  |
| 出口 · B · 2            | 융딩먼 외대가(永定门外大街) |  |  |
| 出口 · C                | 님3환중로(南三环中路)       |  |  |
| 아이콘 설명: 엘리베이터 |                             |  |  |